# Debitmetru masic

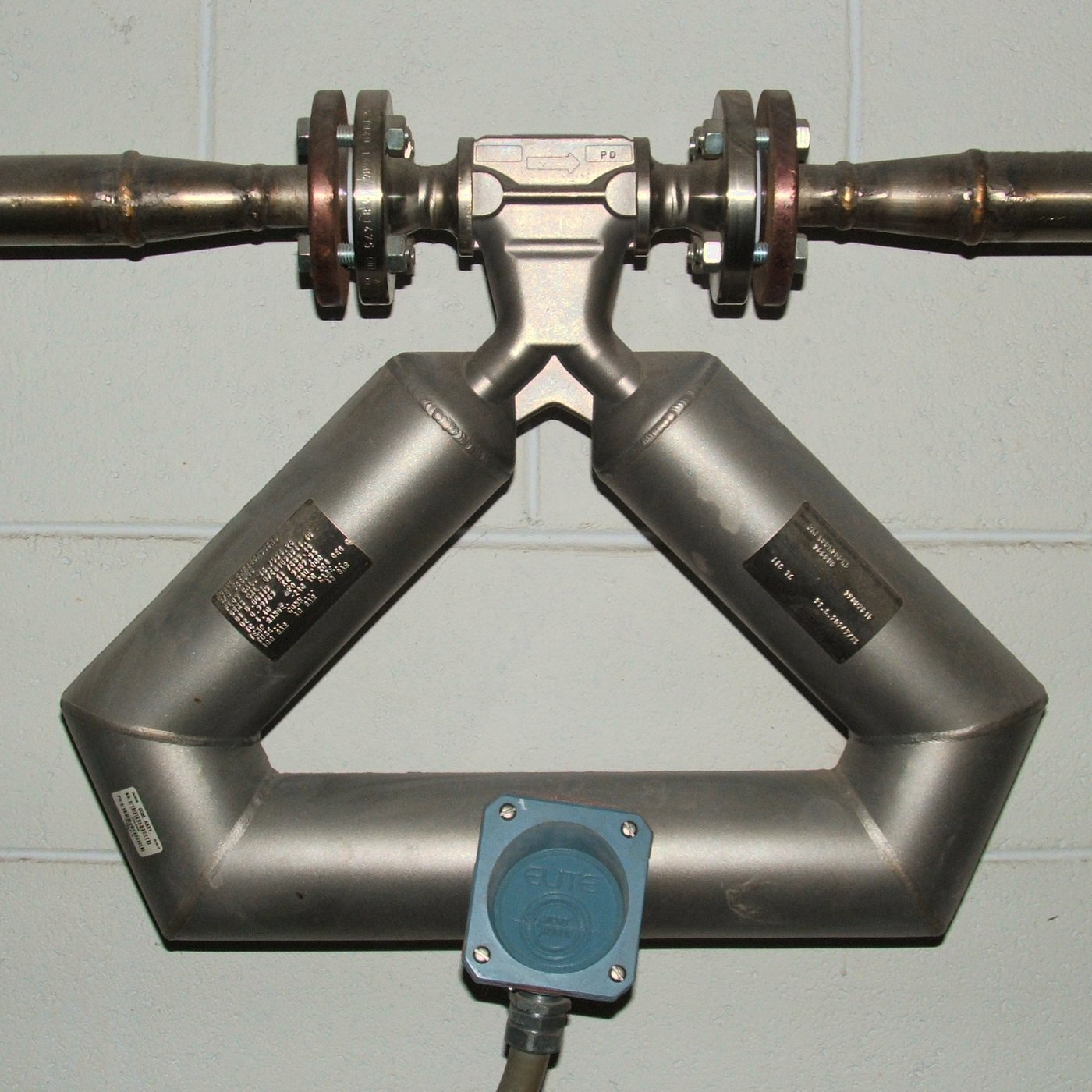
debitmetru masic

Un debitmetru masic este un debitmetru pentru măsurarea debitului masic al unui fluid  curgind printr-o conductă. Se bazează pe efectul Coriolis  .